# Академия наук и искусств Косова
Академия наук и искусств Косова (алб. Akademia e Shkencave e Arteve e Kosovës; лат. Academia Scientiarum et Artium Kosoviensis; серб. Академија наука и уметности Косова) — высшее научное учреждение Республики Косово.

## История и организация
В 1950-е годы в Косове стал ставиться вопрос о необходимости проведения научных исследований, организованных на самом высоком уровне. В 1953 году был образован Институт албанологии, но уже через 2 года он был закрыт под давлением югославских властей. В 1967 году Институт албанологии был возрождён и с того момента был активно вовлечён в научную и культурную жизнь региона.
В 1970-х годах в Косове усилилось национальное движение за предоставление краю свободы равной другим югославским республикам. Остро встал вопрос о создании в Косове высшего научного учреждения. В 1974 году Ассамблея Косова создала комиссию по его созданию. Академия наук и искусств Косова была основана 20 декабря 1975 года. Её первым президентом стал Эсад Мекули, считающийся основателем современной албанской поэзии на территории бывшей Югославии. В состав Академии входят четыре отделения: отделение лингвистики и литературы, отделение социальных наук, отделение естественных наук и отделение искусств.

## Члены

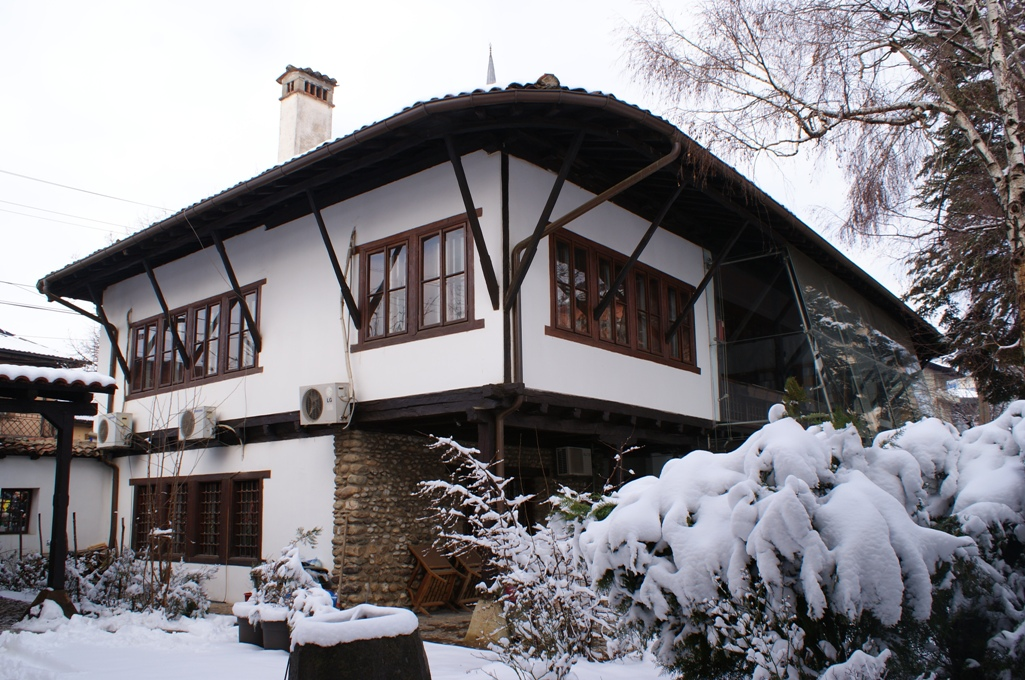
Старое здание Академии наук и искусств Косова

В Академии наук и искусств Косова работает 24 штатных и 11 ассоциированных членов. Нынешним президентом  научного учреждения является профессор Хивзи Ислами, вице-президентом — профессор Паязит Нуши. Исуф Красники — генеральный секретарь Академии наук и искусств Косова. Руководителем отделения лингвистики и литературы служит поэт и писатель Экрем Баша, отделения социальных наук — историк Юсуф Байрактари, отделения естественных наук — Фейзулах Красники и отделения искусств — скульптор Люан Мулики. Почётными членами были или остаются такие выдающиеся личности, как албано-американский нобелевский лауреат Ферид Мурад и мать Тереза.